# Abd-al-Qàdir al-Maraghí
Abd-al-Qàdir ibn Ghaybí al-Hàfidh al-Maraghí, conegut com a Abd-al-Qàdir al-Maraghí, (Maragha, meitat del segle xiv - Herat, 1435) fou el més gran dels musicòlegs perses. Fou músic a la cort jalaírida de Bagdad vers el 1379 i va ascendir en els càrrecs posteriorment. Capturat per Tamerlà el 1401 quan va conquerir Bagdad, fou portat a Samarcanda, on va destacar com a músic de la cort de Xah Rukh (1421). El 1423 va visitar la cort otomana.
Fou elogiat per Muin-ad-Din Isfizari en la seva obra Ràwdat al-Jannat.

## Obra
- Jāmiʿ al-alḥān, جامع الألحان, ‘Enciclopèdia de melodies’. Se'n conserven dos exemplars, l'un a la Bodleian Library d'Oxford i l'altre a la biblioteca de la mesquita Nuruosmaniye d'Istanbul. El primer manuscrit va ser escrit pel seu fill i revisat pel mateix autor.[1]
- مقاصد الألحان في تأليف النغم والأوزان, Maqāṣid al-alḥān fī taʾlīf an-naḡm wa-l-awzān, ‘Propòsits de les melodies en la composició dels sons i els ritmes’. Versió més extensa del tractat anterior.[1]
- كنز التحف, Kanz at-tuḥaf, ‘Tresor de les rareses’. Perdut.[1]
- شرح الادوار, Xarḥ al-adwār, ‘Comentari de [Kitab] al-adwar’. Comentari d'una obra de Safí-d-Din al-Urmawí.[1]